# Åmmeberg
Åmmeberg is een plaats in de gemeente Askersund in het landschap Närke en de provincie Örebro län in Zweden. De plaats heeft 654 inwoners (2005) en een oppervlakte van 213 hectare.
In Åmmeberg bevond zich de haven waarlangs het zinkerts uit Zinkgruvan werd afgevoerd. Zinkgruvan was een mijn die door de Belgische maatschappij Vieille Montagne in 1857 werd geopend en die sinds juni 2004 tot de maatschappij Lundin Mining behoort.